# أليس جاكسون
أليس جاكسون (بالإنجليزية: Alice Jackson)‏ هي عداءة سريعة أمريكية، ولدت في 28 ديسمبر 1958.

## وصلات خارجية
- أليس جاكسون على موقع الاتحاد الدولي لألعاب القوى (الإنجليزية)